# Лиепиньш, Эвальд Августович
Эвальд Августович Лиепиньш (латыш. Ēvalds Liepiņš; 1920, Рига) — советский футболист, выступавший на позиции полузащитника.
Эвальд Лиепиньш глава футбольной семьи — его сыновья Илмар и Юрис играли в футбол.

## Клубная статистика
| Выступление      | Выступление      | Выступление      | Лига | Лига | Кубок | Кубок | Итого | Итого |
| Клуб             | Лига             | Сезон            | Игры | Голы | Игры  | Голы  | Игры  | Голы  |
| ---------------- | ---------------- | ---------------- | ---- | ---- | ----- | ----- | ----- | ----- |
| Даугава          | 2 группа         | 1948             | 25   | 10   | —     | —     | 25    | 10    |
| Даугава          | 1 группа         | 1949             | 9    | 1    | —     | —     | 9     | 1     |
| Даугава          | Итого            | Итого            | 34   | 11   | —     | —     | 34    | 11    |
| Всего за карьеру | Всего за карьеру | Всего за карьеру | 34   | 11   | —     | —     | 34    | 11    |